# Manuel Natal Albelo
Manuel Natal Albelo (San Juan, 25 de marzo de 1986) es un abogado, político y activista puertorriqueño, conocido por su lucha en la huelga de la Universidad de Puerto Rico en Río Piedras en el año 2010. Natal estaba afiliado con el Partido Popular Democrático, pero actualmente pertenece y lidera el Movimiento Victoria Ciudadana. Elegido a la edad de 27 años, Natal se convirtió en uno de los legisladores más jóvenes en la historia de Puerto Rico.

## Primeros años y formación
Natal nació en una familia con lazos fuertes en la política local. Su tío materno, Javier Albelo Matos, fue candidato para la alcaldía de Ciales en  las Elecciones Generales del 2000, mientras su abuelo paternal era un activista para el Partido Popular Democrático (PPD). Estudió en Colegio Espíritu Santo en Hato Rey, donde fue presidente del Consejo Estudiantil. Natal obtuvo un bachillerato de la Universidad Cornell en 2008, donde fue presidente de la Asociación de Estudiantes Puertorriqueños. No esperaba ser aceptado por la institución, habiendo solicitado para estudiar en ella. Cuando la carta de aceptación fue recibida, Natal estuvo sorprendido y este acontecimiento provocó un periodo de adaptación. Ofreció un discurso en su graduación como presidente de su clase. Después de regresar a Puerto Rico, Natal recibió un juris doctor de la Escuela de Derecho de la Universidad de Puerto Rico en 2011, también sirviendo como presidente del consejo estudiantil. Después de graduarse de Cornell, Natal participa de una serie de huelgas en la Universidad de Puerto Rico en protesta de una cuota que se introdujo al estudiantado. Consiguientemente se involucró con el Partido Popular Democrático y participó en una elección interna para la presidencia de la organización de Juventud Nacional del partido. Después de completar su juris doctor Natal abrió su propia firma legal y comenzó a trabajar para Charlie Hernández y Luis Vega Ramos, miembros prominentes del movimiento de libre asociación. En 2013, Natal fue nombrado director de la Comisión de lo Jurídico de la Cámara de Representantes de Puerto Rico.

## Carrera política

### Elección a la Cámara de Representantes
Unos cuantos meses después de que Natal fuera nombrado director de la Comisión de lo Jurídico, Eduardo Ferrer renuncia a su posición como representante por Acumulación del PPD, formalmente abriendo una vacante en la Cámara. El partido anunció que la posición sería llenada con el voto de los delegados del Consejo General durante una elección especial. Posteriormente, Natal formalmente anunció que se postula para la vacante y entregó la documentación requerida el 5 de agosto de 2013. Su intención estuvo vista como "difícil", desde el liderato conservador del PPD (dirigido por Alejandro García Padilla, Presidente y Gobernador incumbente del PPD) había en el momento un conflicto directo con el movimiento de libre asociación sobre la continuación de la cláusula territorial. Además de él, nueve miembros presentaron la documentación requerida antes de la fecha límite. Sólo cinco candidatos hicieron el corte para ser en la papeleta final, Claribel Martínez Marmolejos, Yasmín Mejías, Carlos Rechani, Darlene Reyes y Natal. Las encuestas extraoficiales organizadas por Radio Isla 1320 y el representante Carlos Vargas concluyeron que el público favorecía a Natal sobre los otros cuatro candidatos. La elección especial tomó un énfasis ideológico después de que García Padilla rechazó el movimiento de libre asociación, implicando que eran un grupo reducido por decir que el movimiento, "no es un ala, sino unas cuantas plumas", apoyando públicamente a Martínez. Natal indirectamente referido a este acontecimiento, adoptando el eslogan, "las plumas han escrito los capítulos mejores de nuestra historia."
En los días antes a la elección especial, el liderato PPD fortaleció su campaña para asegurar los votos para Martínez, incluyendo soporte público de Eduardo Bhatia, Presidente del Senado de Puerto Rico, y Jaime Perelló, Presidente de la Cámara de Representantes. Los informes públicos reclamaron que el PPD y su liderazgo conservador era agresivo en su campaña de soporte para Martínez, incluso ofreciendo trabajos a los delegados en intercambio para sus votos. Esta preocupación levantada entre los otros candidatos, con Rechani, Mejías y anteriores contestant Ruthy Currás reclamando que habían recibido presión para abandonar la carrera. A pesar de este, Natal optó por ignorar la controversia, en cambio continuo con su campaña propia y presentando una serie de propuestas. La elección especial tuvo lugar el 14 de agosto de 2013, con Natal derrotando a Martínez con un margen de 175 a 131, con 20 votos que son divididos entre los otros candidatos. El 19 de agosto de 2013 juramenta como Legislador de la Cámara de Representantes a la edad de 26 años, después que la Cámara inauguró su segunda sesión ordinaria. Su primera acción oficial fue servir como coautor de P.C. 1334, una medida que especifica un método para seleccionar los delegados de una Asamblea Constituyente que tratará el estado político de Puerto Rico entre 2014 y 2018. Le otorgaron la presidencia de la Comisión Integrada para Desarrollo de Juventud, Promoción y Retención de Talento Nuevo. Natal fue también nombrado vicepresidente de las comisiones de Asuntos & Federales Internacionales y Asuntos Veteranos, también participando en cinco otras.

### Representante
El primer proyecto original suyo era una propuesta para retener profesionales jóvenes y minimizar su índice de migración. El proyecto estuvo basado en la reducción de requisitos burocráticos para la fundación de empresas nuevas y la creación eventual de un Instituto para Empresarismo. Natal explicó que el objetivo definitivo de estas propuestas era para retener la capital entre negocios locales, reduciendo su exportación por empresas extranjeras. La iniciativa próxima suya buscó el reconocimiento internacional a través del Secretario de Estado, persiguiendo más derechos dentro de la comunidad internacional. Un proyecto relacionado, P.C. 1417, también revocó una enmienda que hizo al Código Político de Puerto Rico por el gobierno de Pedro Rosselló, el cual sólo concedía ciudadanía a los que ya poseyeron ciudadanía de Estados Unidos, eficazmente impidiendo inmigrantes extranjeros de reclamarlo.
El 21 de diciembre de 2013, Natal fue el miembro único del PPD en oponerse a un proyecto que redujo la pensión de jubilación recibida por profesores. Esta decisión estuvo precedida por días de reencuentros con gremios de educación, el cual tuvo lugar en medio de un acelerado y sesión extraordinaria convocada por García Padilla. Natal era el último miembro de un grupo más grande para quedar empresa en su posición original, con el otros lucrativos y ofreciendo votos explicativos.
Después de que 'Standard & Poor' degradara el crédito del gobierno, Natal abrió una página web donde pretendía reunir propuestas civiles para atender la crisis.
Luego de varias discusiones en la junta de gobierno del Partido Popular Democrático y diferencias con el presidente de la colectividad Lcdo. Héctor Ferrer Ríos, el 28 de agosto de 2018 Natal anuncia oficialmente su desafiliación del PPD, convirtiéndose así en el único legislador independiente en la Cámara de Representantes.

### Candidatura a la Alcaldía de San Juan
En marzo de 2019, Natal funda, junto a un Comité Timón de 10 personas, el Movimiento Victoria Ciudadana (MVC) con la intención de postularse a las elecciones generales del 2020. El movimiento planteó fundarse a razón de una necesidad del país de salirse de las estructuras del bipartidismo que ha gobernado en Puerto Rico por más de 70 años. Entre las propuestas principales del Movimiento Victoria Ciudadana se encuentra: una asamblea constitucional de estatus, un seguro de salud universal con pagador único, acabar con la corrupción gubernamental y el inversionista político, entre otros. El movimiento no comunicó que personas se postularán a qué cargos en las elecciones generales, pues propuso que la gente decidiera en una asamblea abierta del movimiento. Entre las figuras principales del partido, se encuentra la Lcda. Alexandra Lúgaro, la Lcda. Mariana Nogales Molinelli y el profesor Rafael Bernabe Riefkohl que corrieron para la gobernación en las elecciones del 2016, la pasada presidenta del Colegio de Abogados de Puerto Rico, Ana Irma Rivera Lassén, entre otros líderes de la sociedad civil.
El 3 de noviembre de 2019 Natal anunció su candidatura para la Alcaldía de San Juan bajo el MVC. En octubre de 2020 presentó su plataforma para la ciudad capital denominada Modelo San Juan. Tras la elección, Natal resultó en segundo lugar después del candidato del Partido Nuevo Progresista, el Senador Miguel Romero. Sin embargo, los resultados fueron considerados históricos ya que Natal obtuvo una cantidad mayor de votos que la candidata del Partido Popular Democrático, la Senadora Rossana López León. Natal no reconoció los resultados de la elección y buscó impugnar estos en el tribunal, alegando que aún habían votos sin contar. El 29 de enero de 2021, la demanda fue desestimada por el juez superior Anthony Cuevas, del Tribunal de Primera Instancia.

### Coordinador general del Movimiento Victoria Ciudadana
El 11 de abril de 2021, Natal fue ratificado como Coordinador General del Movimiento Victoria Ciudadana, convirtiéndose en el líder del partido. El 23 de enero de 2023, Natal presentó junto con el Secretario general del Partido Independentista Puertorriqueño Juan Dalmau la intención del MVC y el PIP de concurrir conjuntamente a las elecciones de 2024 bajo una Alianza de País con la finalidad de obtener la descolonización de Puerto Rico.
El 27 de mayo de 2024 Natal fue relevado en el cargo de coordinador general del MVC por la candidata a comisionada residente Ana Irma Rivera Lassén. Natal pasó a liderar los esfuerzos del Movimiento Victoria Ciudadana y la Alianza de País en el municipio de San Juan de cara a las elecciones generales.

## Vida personal
Desde principios de 2017, Natal mantuvo una relación sentimental con la abogada y candidata a la gobernación en las elecciones de 2016 y 2020 Alexandra Lúgaro. La pareja tiene una hija, Valentina Lúgaro Natal, nacida en 2010 a través de un proceso de fertilización in vitro al que se sometió Lúgaro tras enterarse de que sufría de endometriosis severa y luego adoptada por Natal. En 2022 la pareja se separó. En la actualidad sostiene una relación con la periodista deportivo y exjugadora de baloncesto Xiomara Ríos.

## Historial electoral
| Año  | Cargo                         | Tipo      | Partido | Partido | Votos   | %     | Posición | Resultado |
| ---- | ----------------------------- | --------- | ------- | ------- | ------- | ----- | -------- | --------- |
| 2016 | Representante por acumulación | Generales |         | PPD     | 134,040 | 9.23  | 2.º      | Reelecto  |
| 2020 | Alcalde de San Juan           | Generales |         | MVC     | 42,962  | 33.87 | 2.º      | Derrotado |
| 2024 | Alcalde de San Juan           | Generales |         | MVC     |         |       |          |           |